# Цюбей
24°02′36″ пн. ш. 104°11′26″ сх. д. / 24.04321° пн. ш. 104.19052° сх. д.
Цюбей (кит. 丘北县, пін. Qiūbĕi Xiàn) — один із повітів КНР у складі Веньшань-Мяо-Чжуанської автономної префектури, провінція Юньнань. Адміністративний центр — містечко Цзіньпін.

## Географія
Цюбей лежить на висоті близько 1450 метрів над рівнем моря на півдні Юньнань-Гуйчжоуського плато.

### Клімат
Повіт знаходиться у зоні, котра характеризується вологим субтропічним кліматом. Найтепліший місяць — липень із середньою температурою 21,9 °C. Найхолодніший місяць — січень, із середньою температурою 9,2 °С.
| Клімат повіту Цюбей     | Клімат повіту Цюбей | Клімат повіту Цюбей | Клімат повіту Цюбей | Клімат повіту Цюбей | Клімат повіту Цюбей | Клімат повіту Цюбей | Клімат повіту Цюбей | Клімат повіту Цюбей | Клімат повіту Цюбей | Клімат повіту Цюбей | Клімат повіту Цюбей | Клімат повіту Цюбей | Клімат повіту Цюбей |
| Показник                | Січ.                | Лют.                | Бер.                | Квіт.               | Трав.               | Черв.               | Лип.                | Серп.               | Вер.                | Жовт.               | Лист.               | Груд.               | Рік                 |
| Середній максимум, °C   | 16,2                | 18,7                | 23                  | 26,3                | 26,8                | 26,8                | 26,8                | 26,4                | 24,9                | 22,1                | 19,4                | 16,3                | 22,8                |
| Середня температура, °C | 9,2                 | 11,5                | 15,4                | 19,1                | 20,9                | 21,9                | 21,9                | 21,2                | 19,5                | 16,8                | 13,2                | 9,6                 | 16,7                |
| Середній мінімум, °C    | 4,8                 | 6,6                 | 9,9                 | 13,7                | 16,3                | 18,3                | 18,5                | 17,8                | 15,9                | 13,3                | 9,1                 | 5,2                 | 12,5                |
| Норма опадів, мм        | 21.2                | 23.3                | 32.7                | 55                  | 142.9               | 213.4               | 189.8               | 188.8               | 114.6               | 95.2                | 48.1                | 18.2                | 1143.2              |
| Вологість повітря, %    | 77                  | 72                  | 65                  | 64                  | 70                  | 79                  | 82                  | 84                  | 82                  | 83                  | 81                  | 79                  | 76.5                |
| ----------------------- | ------------------- | ------------------- | ------------------- | ------------------- | ------------------- | ------------------- | ------------------- | ------------------- | ------------------- | ------------------- | ------------------- | ------------------- | ------------------- |
| Джерело: data.cma.cn    |                     |                     |                     |                     |                     |                     |                     |                     |                     |                     |                     |                     |                     |